# Баяни, Нилуфар
Нилуфар Баяни (перс. نیلوفر بیانی‎; род. 1986, Тегеран) — иранская исследовательница биологии сохранения дикой природы и активистка. В 2019 году иранские власти на закрытом судебном процессе признали её виновной в шпионаже и приговорили к 10 годам тюремного заключения.

## Ранняя жизнь и образование
Нилуфар Баяни родилась в 1986 году в Тегеране, Иран. В 2009 году она окончила канадский Макгиллский университет, получив степень бакалавра биологии, также она получила степень магистра наук по биологии охраны природы Колумбийского университета.

## Карьера
После окончания университета с 2012 по 2017 год Баяни работала консультантом и советником по проектам в Программе ООН по окружающей среде.
Летом 2017 года она присоединилась к Персидскому фонду наследия дикой природы (PWHF), иранской некоммерческаой экологической организации, соучредителем которой является Кавус Сейед-Эмами и другие иранские экологи. В Иране она работала над проектами по охране дикой природы, устанавливая в семи останах фотоловушки для наблюдения за находящимся под угрозой исчезновения азиатским гепардом.

## Арест и тюремное заключение
В январе 2018 года Баяни была арестована Корпусом стражей исламской революции по обвинению в шпионаже. Среди других арестованных и заключенных в тюрьму членов PWHF были Сейед-Эмами, Амир Хоссейн Халеги, Абдолреза Кухпайе, Хуман Джокар, Морад Тахабаз, Сэм Раджаби, Сепиде Кашани и Тахер Гадириан.
В 2019 году Баяни написала открытое письмо Али Хаменеи, в котором рассказала о жестоком обращении с ней со стороны следователей. 18 февраля 2020 года BBC Persia опубликовала письма, которые Баяни написала из тюрьмы Эвин, в которых она подробно описала пытки, которым ей приходится подвергаться. Согласно отчёту, составленному Би-би-си, её держали под стражей без связи с внешним миром в течение восьми месяцев, а следователи пытали её и угрожали сексуальным насилием. По словам Баяни, её допрашивающие показали ей фотографию Сейеда-Эмами, тело которого было найдено в тюремной камере через два дня после ареста; официальные лица заявили, что он покончил жизнь самоубийством.
В 2020 году её, несмотря на её заявления, приговорили на процессе, прошедшем без адвоката. По случаю Навруза и Ураза-байрама Али Хаменеи по предложению главы судебной системы Ирана Голмхоссейна Мохсени-Эджеи согласился помиловать или смягчить приговоры 2127 осуждённым. В амнистию были включены четыре защитника окружающей среды — Сепиде Кашани, Нилуфар Баяни, Хуман Джоукар и Тахер Гадирайн. Нилуфар Баяни была освобождена в понедельник 8 апреля 2024 года, спустя 2266 дней после ареста, после более чем 6 лет тюремного заключения, и теперь находится на свободе вместе со своей семьей.

## Международное давление
14 марта 2019 года Европейский парламент принял резолюцию, в которой осудил нарушения Ираном прав человека, свободы слова, справедливого судебного разбирательства, свободы прессы, свободы мысли и свободы вероисповедания. В частности, в документе в пункте 14 упоминается дело Баяни и других экологов и содержится призыв к иранским властям освободить всех лиц, несправедливо содержащихся в тюрьмах за предполагаемое совершение преступлений.
Совет по правам человека Организации Объединённых Наций 28 января 2020 года опубликовал Доклад о ситуации с правами человека в Иране, в котором выражается обеспокоенность Специального докладчика относительно состояния соблюдения основных прав человека. Один из абзацев документа касается дела восьми задержанных экологов, среди которых есть и Баяни. Её обвиняют в «сотрудничестве с враждебным государством США», а также обязывают возместить доход, полученный в качестве консультанта и советника по проектам Программы ООН по окружающей среде (ЮНЕП) в период с 2012 по 2017 год. Докладчик призвал иранские власти обеспечить уважение работы, проводимой научным сообществом на благо Ирана.
Scholars at Risk (SAR), международная сеть учреждений и отдельных лиц, которая содействует академической свободе и защищает учёных от угроз академической свободе, активно поддерживает Баяни, в том числе отправляя письма в государственные органы Ирана, проводя пропагандистские семинары в университетах и проводя онлайн-мероприятия в социальных сетях.

## Реакция Ирана
После того, как Баяни рассказала о сексуальных и психологических домогательствах следователей, тегеранская прокуратура отвергла обвинения, заявив, что все процедуры допроса записывались на видео, и связала жалобы с обвинением и вскоре проходящими выборами. Прокуратура утверждала, что судебная система учитывает достоинство подсудимых, осуждённых и заключённых.
Информация о поведении допрашивавших Баяни сотрудников разведки широко освещалась в социальных сетях. В своём заявлении в Twitter иранский реформистский политический активист Мостафа Таджзаде призвал к установлению истины в деле Баяни и наказанию виновных в насилии.